# Ybyrapora diversipes
Ybyrapora diversipes is een spin uit de familie vogelspinnen (Theraphosidae) en lid van het geslacht Ybyrapora. Deze spin treft men voornamelijk aan in Brazilië.